# Tom Shakespeare

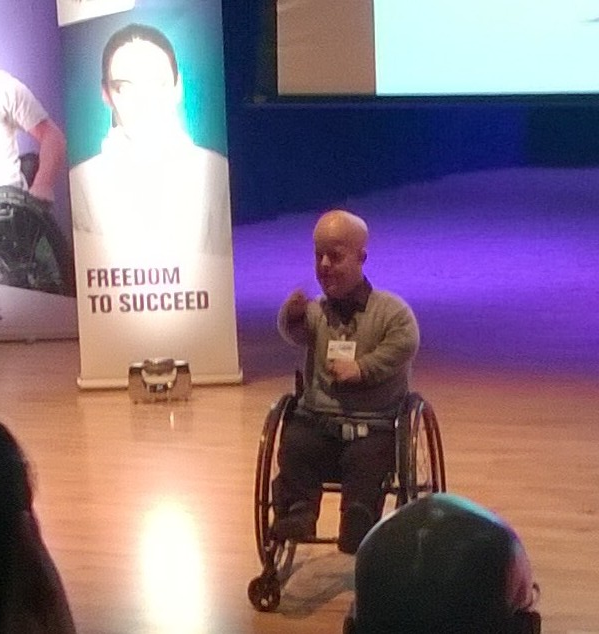
Shakespeare bei einer Rede an der De Montfort University im Jahr 2017

Sir Thomas William Shakespeare, 3rd Baronet, (geb. 11. Mai 1966) ist ein englischer Soziologe und Bioethiker. Er hat Achondroplasie und ist auf einen Rollstuhl angewiesen.

## Frühes Leben
Sein Großvater Sir Geoffrey Shakespeare wurde zum Baronet ernannt, nachdem er lange Zeit als Parlamentarier und in verschiedenen leitenden Positionen der Regierung tätig war. Noch als Student wurde Tom in einer Fernsehdokumentation von Lord Snowdon im Zusammenhang mit seinem Bericht Integrating the Disabled (Integration von Behinderten) aus dem Jahr 1976 über sein eingeschränktes Wachstum gezeigt, zusammen mit seinem Vater, Sir William Geoffrey Shakespeare, einem bekannten Arzt. Seine Mutter war eine Krankenschwester von Burgher-Abstammung aus Sri Lanka.
Shakespeare besuchte das Radley College in Oxfordshire, wo er das Abitur in Englisch, Geschichte und Kunstgeschichte ablegte, und das Pembroke College (Cambridge), wo er sich 1984 für das Studium des Angelsächsischen, Norwegischen und Keltischen einschrieb. Er erwarb 1991 einen MPhil am King’s College (Cambridge).

## Laufbahn

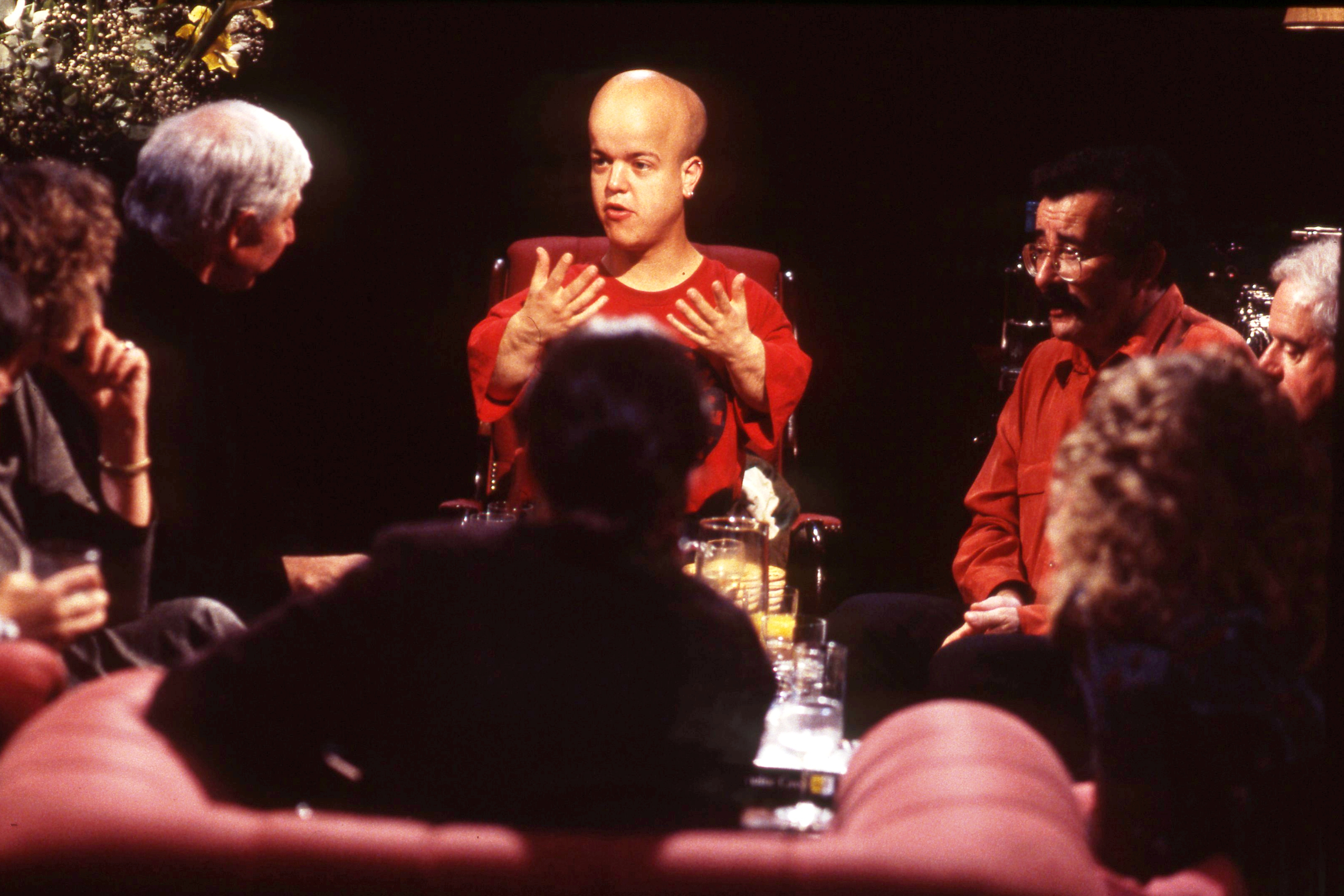
Auftritt in einer britischen TV-Show 1994

Shakespeare lehrte ab 1993 Soziologie an der Universität Sunderland und kehrte 1995 ans King’s College zurück, um seinen PhD zu machen. Sein Vater starb 1996 und Shakespeare erbte den Adelstitel Baronet, führt den Titel aber nicht. Er setzt sich für Behindertenrechte ein, schreibt über Behinderung, Genetik und Bioethik und war Mitautor von The Sexual Politics of Disability.
Er studierte Politikwissenschaft an der Universität Cambridge. Als Student unterstützte er Befreiungsbewegungen wie Feminismus, Antirassismus und die Rechte von Lesben und Schwulen. Er schrieb das Buch Disability Rights and Wrongs, und er war Herausgeber des Buches Arguing About Disability.
Er hat als Forschungsstipendiat an der Newcastle University und der Leeds University gearbeitet und war für die Weltgesundheitsorganisation in Genf tätig.  Shakespeare war Mitautor und Mitherausgeber des 2011 von der Weltgesundheitsorganisation und der Weltbank veröffentlichten World Report on Disability. Zwischen 2003 und 2008 war er Mitglied des Arts Council of England, und er hat Sendungen auf BBC Radio 4 moderiert.
Seit 2016 ist er Vorsitzender von Light for the World UK und seit 2022 von Light for the World International.
Shakespeare ist (ab 2021) Professor für Behindertenforschung an der medizinischen Fakultät der London School of Hygiene and Tropical Medicine, und war zuvor Professor für Behindertenforschung an der medizinischen Fakultät der University of East Anglia (UEA). An der UEA führte er Forschungen durch, unter anderem über das Singen in der Gruppe und dessen positive Auswirkungen auf Depressionen und Angstzustände; die Ergebnisse wurden in der Fachzeitschrift Medical Humanities veröffentlicht.
Im Juli 2018 wurde Shakespeare zum Fellow der British Academy gewählt.
und 2021 zum Commander of the Order of the British Empire (CBE) für seine Verdienste um die Behindertenforschung ernannt.

## Persönliches Leben
Im Jahr 2002 heiratete Shakespeare die Tänzerin und Behindertenrechtlerin Caroline Bowditch. Er ist Mitglied der Religious Society of Friends (Quäker). 2010 trennte er sich von seiner Frau und lebte mit seiner Partnerin Alana in Genf. Im Jahr 2016 nahm er an der ITV-Show 500 Fragen teil und gewann 14.000 Pfund, indem er 42 von 50 Fragen beantwortete. Er erhielt stehende Ovationen für seine Bemühungen.